# Coenosia dubiosa
Coenosia dubiosa är en tvåvingeart som beskrevs av Willi Hennig 1961. Coenosia dubiosa ingår i släktet Coenosia och familjen husflugor. Inga underarter finns listade i Catalogue of Life.